# Evaline (Washington)
Evaline es un área no incorporada ubicada en el condado de Lewis en el estado estadounidense de Washington.

## Geografía
Evaline se encuentra ubicado en las coordenadas 46°32′22″N 122°56′17″O / 46.53944, -122.93806.